# Danh sách cầu thủ tham dự Giải vô địch bóng đá châu Âu 1976
Đây là các đội hình tham dự Giải vô địch bóng đá châu Âu 1976 diễn ra ở Nam Tư, từ ngày 16 đến ngày 20 tháng 6 năm 1976. Tuổi của cầu thủ được tính đến ngày khai mạc giải đấu (16 tháng 6 năm 1976).

## Tiệp Khắc
Huấn luyện viên: Václav Ježek
| Số | Vt | Cầu thủ                   | Ngày sinh (tuổi)            | Số trận | Câu lạc bộ         |
| -- | -- | ------------------------- | --------------------------- | ------- | ------------------ |
| 1  | TM | Ivo Viktor                | 21 tháng 5, 1942 (34 tuổi)  |         | Dukla Prague       |
| 2  | HV | Karol Dobiaš              | 18 tháng 12, 1947 (28 tuổi) |         | Spartak Trnava     |
| 3  | HV | Jozef Čapkovič            | 1 tháng 11, 1948 (27 tuổi)  |         | Slovan Bratislava  |
| 4  | HV | Anton Ondruš (đội trưởng) | 27 tháng 3, 1950 (26 tuổi)  |         | Slovan Bratislava  |
| 5  | HV | Ján Pivarník              | 13 tháng 11, 1947 (28 tuổi) |         | Slovan Bratislava  |
| 6  | HV | Ladislav Jurkemik         | 20 tháng 7, 1953 (22 tuổi)  |         | Inter Bratislava   |
| 7  | TV | Antonín Panenka           | 2 tháng 12, 1948 (27 tuổi)  |         | Bohemians Praha    |
| 8  | TV | Jozef Móder               | 19 tháng 9, 1947 (28 tuổi)  |         | Lokomotiva Košice  |
| 9  | TV | Jaroslav Pollák           | 11 tháng 7, 1947 (28 tuổi)  |         | FC Košice          |
| 10 | TĐ | Marián Masný              | 13 tháng 8, 1950 (25 tuổi)  |         | Slovan Bratislava  |
| 11 | TĐ | Zdeněk Nehoda             | 9 tháng 5, 1952 (24 tuổi)   |         | Dukla Prague       |
| 12 | HV | Koloman Gögh              | 7 tháng 1, 1948 (28 tuổi)   |         | Slovan Bratislava  |
| 13 | HV | Jozef Barmoš              | 28 tháng 8, 1954 (21 tuổi)  |         | Inter Bratislava   |
| 14 | HV | Pavol Biroš               | 1 tháng 4, 1953 (23 tuổi)   |         | Slavia Praha       |
| 15 | TV | Dušan Herda               | 15 tháng 7, 1951 (24 tuổi)  |         | Slavia Praha       |
| 16 | TV | František Veselý          | 7 tháng 12, 1943 (32 tuổi)  |         | Slavia Praha       |
| 17 | TV | Ján Švehlík               | 17 tháng 1, 1950 (26 tuổi)  |         | Slovan Bratislava  |
| 18 | TĐ | Dušan Galis               | 24 tháng 11, 1946 (29 tuổi) |         | FC Košice          |
| 19 | TĐ | Ladislav Petráš           | 1 tháng 12, 1946 (29 tuổi)  |         | Inter Bratislava   |
| 20 | TV | František Štambachr       | 13 tháng 2, 1953 (23 tuổi)  |         | Dukla Prague       |
| 21 | TV | Přemysl Bičovský          | 18 tháng 8, 1950 (25 tuổi)  |         | Sklo Union Teplice |
| 22 | TM | Alexander Vencel          | 8 tháng 2, 1944 (32 tuổi)   |         | Slovan Bratislava  |

## Hà Lan
Huấn luyện viên: George Knobel
| Số | Vt | Cầu thủ                   | Ngày sinh (tuổi)            | Số trận | Câu lạc bộ       |
| -- | -- | ------------------------- | --------------------------- | ------- | ---------------- |
| 1  | TM | Piet Schrijvers           | 15 tháng 12, 1946 (29 tuổi) |         | Ajax             |
| 2  | HV | Wim Suurbier              | 16 tháng 1, 1945 (31 tuổi)  |         | Ajax             |
| 3  | HV | Wim Rijsbergen            | 18 tháng 1, 1952 (24 tuổi)  |         | Feyenoord        |
| 4  | HV | Adrie van Kraay           | 1 tháng 8, 1953 (22 tuổi)   |         | PSV              |
| 5  | HV | Ruud Krol                 | 24 tháng 3, 1949 (27 tuổi)  |         | Ajax             |
| 6  | TV | Johan Neeskens            | 15 tháng 9, 1951 (24 tuổi)  |         | Barcelona        |
| 7  | TV | Wim Jansen                | 28 tháng 10, 1946 (29 tuổi) |         | Feyenoord        |
| 8  | TĐ | Johnny Rep                | 25 tháng 11, 1951 (24 tuổi) |         | Valencia         |
| 9  | TV | Johan Cruyff (đội trưởng) | 25 tháng 4, 1947 (29 tuổi)  |         | Barcelona        |
| 10 | TV | Willy van de Kerkhof      | 16 tháng 9, 1951 (24 tuổi)  |         | PSV              |
| 11 | TĐ | Rob Rensenbrink           | 3 tháng 7, 1947 (28 tuổi)   |         | Anderlecht       |
| 12 | TV | Wim van Hanegem           | 20 tháng 2, 1944 (32 tuổi)  |         | Feyenoord        |
| 13 | TĐ | Ruud Geels                | 28 tháng 7, 1948 (27 tuổi)  |         | Ajax             |
| 14 | TV | Jan Peters                | 18 tháng 8, 1954 (21 tuổi)  |         | N.E.C.           |
| 15 | TV | René van de Kerkhof       | 16 tháng 9, 1951 (24 tuổi)  |         | PSV              |
| 16 | TV | Peter Arntz               | 5 tháng 2, 1953 (23 tuổi)   |         | Go Ahead Eagles  |
| 17 | TM | Jan Ruiter                | 24 tháng 11, 1946 (29 tuổi) |         | Anderlecht       |
| 18 | TM | Jan Jongbloed             | 25 tháng 11, 1940 (35 tuổi) |         | FC Amsterdam     |
| 19 | TĐ | Kees Kist                 | 7 tháng 8, 1952 (23 tuổi)   |         | AZ '67           |
| 20 | HV | Wim Meutstege             | 28 tháng 6, 1952 (23 tuổi)  |         | Sparta Rotterdam |

## Tây Đức
Huấn luyện viên: Helmut Schön
| Số | Vt | Cầu thủ                        | Ngày sinh (tuổi)            | Số trận | Câu lạc bộ            |
| -- | -- | ------------------------------ | --------------------------- | ------- | --------------------- |
| 1  | TM | Sepp Maier                     | 28 tháng 2, 1944 (32 tuổi)  |         | Bayern Munich         |
| 2  | HV | Berti Vogts                    | 30 tháng 12, 1946 (29 tuổi) |         | BoNga Mönchengladbach |
| 3  | HV | Bernard Dietz                  | 22 tháng 3, 1948 (28 tuổi)  |         | MSV Duisburg          |
| 4  | HV | Hans-Georg Schwarzenbeck       | 3 tháng 4, 1948 (28 tuổi)   |         | Bayern Munich         |
| 5  | HV | Franz Beckenbauer (đội trưởng) | 11 tháng 9, 1945 (30 tuổi)  |         | Bayern Munich         |
| 6  | TĐ | Herbert Wimmer                 | 9 tháng 11, 1944 (31 tuổi)  |         | BoNga Mönchengladbach |
| 7  | TV | Rainer Bonhof                  | 29 tháng 3, 1952 (24 tuổi)  |         | BoNga Mönchengladbach |
| 8  | TV | Uli Hoeneß                     | 5 tháng 1, 1952 (24 tuổi)   |         | Bayern Munich         |
| 9  | TĐ | Dieter Müller                  | 1 tháng 4, 1954 (22 tuổi)   |         | 1. FC Köln            |
| 10 | TV | Erich Beer                     | 9 tháng 12, 1946 (29 tuổi)  |         | Hertha BSC            |
| 11 | TĐ | Bernd Hölzenbein               | 9 tháng 3, 1946 (30 tuổi)   |         | Eintracht Frankfurt   |
| 12 | TĐ | Ronald Worm                    | 7 tháng 10, 1953 (22 tuổi)  |         | MSV Duisburg          |
| 13 | TV | Dietmar Danner                 | 29 tháng 11, 1950 (25 tuổi) |         | BoNga Mönchengladbach |
| 14 | TV | Hans Bongartz                  | 3 tháng 10, 1951 (24 tuổi)  |         | Schalke 04            |
| 15 | TV | Heinz Flohe                    | 28 tháng 1, 1948 (28 tuổi)  |         | 1. FC Köln            |
| 16 | HV | Peter Nogly                    | 14 tháng 1, 1947 (29 tuổi)  |         | Hamburger SV          |
| 17 | HV | Manfred Kaltz                  | 6 tháng 1, 1953 (23 tuổi)   |         | Hamburger SV          |
| 18 | TM | Rudolf Kargus                  | 15 tháng 8, 1952 (23 tuổi)  |         | Hamburger SV          |

## Nam Tư
Huấn luyện viên: Ante Mladinić
| Số | Vt | Cầu thủ                     | Ngày sinh (tuổi)            | Số trận | Câu lạc bộ             |
| -- | -- | --------------------------- | --------------------------- | ------- | ---------------------- |
| 1  | TM | Ognjen Petrović             | 2 tháng 1, 1948 (28 tuổi)   |         | Red Star Belgrade      |
| 2  | HV | Ivan Buljan                 | 11 tháng 12, 1949 (26 tuổi) |         | Hajduk Split           |
| 3  | HV | Enver Hadžiabdić            | 6 tháng 11, 1950 (25 tuổi)  |         | Charleroi              |
| 4  | HV | Dražen Mužinić              | 25 tháng 1, 1953 (23 tuổi)  |         | Hajduk Split           |
| 5  | HV | Josip Katalinski            | 12 tháng 5, 1948 (28 tuổi)  |         | Nice                   |
| 6  | TĐ | Ivica Šurjak                | 23 tháng 3, 1953 (23 tuổi)  |         | Hajduk Split           |
| 7  | TĐ | Danilo Popivoda             | 1 tháng 5, 1947 (29 tuổi)   |         | Eintracht Braunschweig |
| 8  | TV | Branko Oblak                | 27 tháng 5, 1947 (29 tuổi)  |         | Schalke 04             |
| 9  | TV | Jovan Aćimović (đội trưởng) | 21 tháng 6, 1948 (27 tuổi)  |         | Red Star Belgrade      |
| 10 | TĐ | Jurica Jerković             | 25 tháng 2, 1950 (26 tuổi)  |         | Hajduk Split           |
| 11 | TĐ | Dragan Džajić               | 30 tháng 5, 1946 (30 tuổi)  |         | Bastia                 |
| 12 | TM | Enver Marić                 | 23 tháng 4, 1948 (28 tuổi)  |         | Velež Mostar           |
| 13 | TĐ | Vahid Halilhodžić           | 15 tháng 5, 1952 (24 tuổi)  |         | Velež Mostar           |
| 14 | TV | Edhem Šljivo                | 16 tháng 3, 1950 (26 tuổi)  |         | FK Sarajevo            |
| 15 | TV | Franjo Vladić               | 19 tháng 10, 1951 (24 tuổi) |         | Velež Mostar           |
| 16 | TV | Momčilo Vukotić             | 2 tháng 6, 1950 (26 tuổi)   |         | Partizan Belgrade      |
| 17 | TĐ | Slaviša Žungul              | 28 tháng 7, 1954 (21 tuổi)  |         | Hajduk Split           |
| 20 | HV | Luka Peruzović              | 26 tháng 2, 1952 (24 tuổi)  |         | Hajduk Split           |